# Merilappi United
Merilappi United ist ein finnischer Frauenfußballverein aus Kemi, der im Oktober 2011 aus einem Zusammenschluss der beiden Vereine Kemin Into und Visan Pallo entstand. Der Klub belegte in der Saison 2013 den ersten Platz der Naisten Ykkönen und stieg somit zur Saison 2014 in die erstklassige Naisten Liiga auf. Seine Heimspiele trägt der Verein in der City Sport Areena in Kemi aus.

## Bekannte Spielerinnen
- Charlyn Corral, mexikanische Nationalspielerin
- Kaja Jerina, slowenische Nationalspielerin
- Natalia Kuikka, finnische Nationalspielerin
- Ines Špelič, slowenische Nationalspielerin